# Ардашев, Борис Павлович
Борис Павлович Ардашев (1 января 1931, Фрунзе — 2 октября 2016, Санкт-Петербург) — инженер-конструктор, кораблестроитель, главный конструктор плавучих радиотелеметрических пунктов — судов измерительного комплекса СКИ ОМЭР АН СССР «Космонавт Владислав Волков», «Космонавт Павел Беляев», «Космонавт Георгий Добровольский», «Космонавт Виктор Пацаев», универсальных судов снабжения для ВМФ СССР, лауреат Государственной премии СССР.

## Биография
Борис Павлович Ардашев родился 1 января 1931 года в городе Фрунзе Киргизской ССР.
В 1954 году окончил с отличием Ленинградский кораблестроительный институт и начал трудовую деятельность на судостроительном заводе им. А. А. Жданова в Ленинграде.
В 1966—1967 годах работал заместителем главного конструктора в ЦКБ «Балтсудпроект», участвовал в разработке, постройке и сдаче первых в России судов, обеспечивавших космические полёты («Невель», «Боровичи», «Моржовец» и «Кегостров»), специальных судов ВМФ, обеспечивающих поиск и обнаружение спускаемых аппаратов спутников в Индийском океане, возвращающихся с лунных орбит (типа «Тамань», 1966—1967).

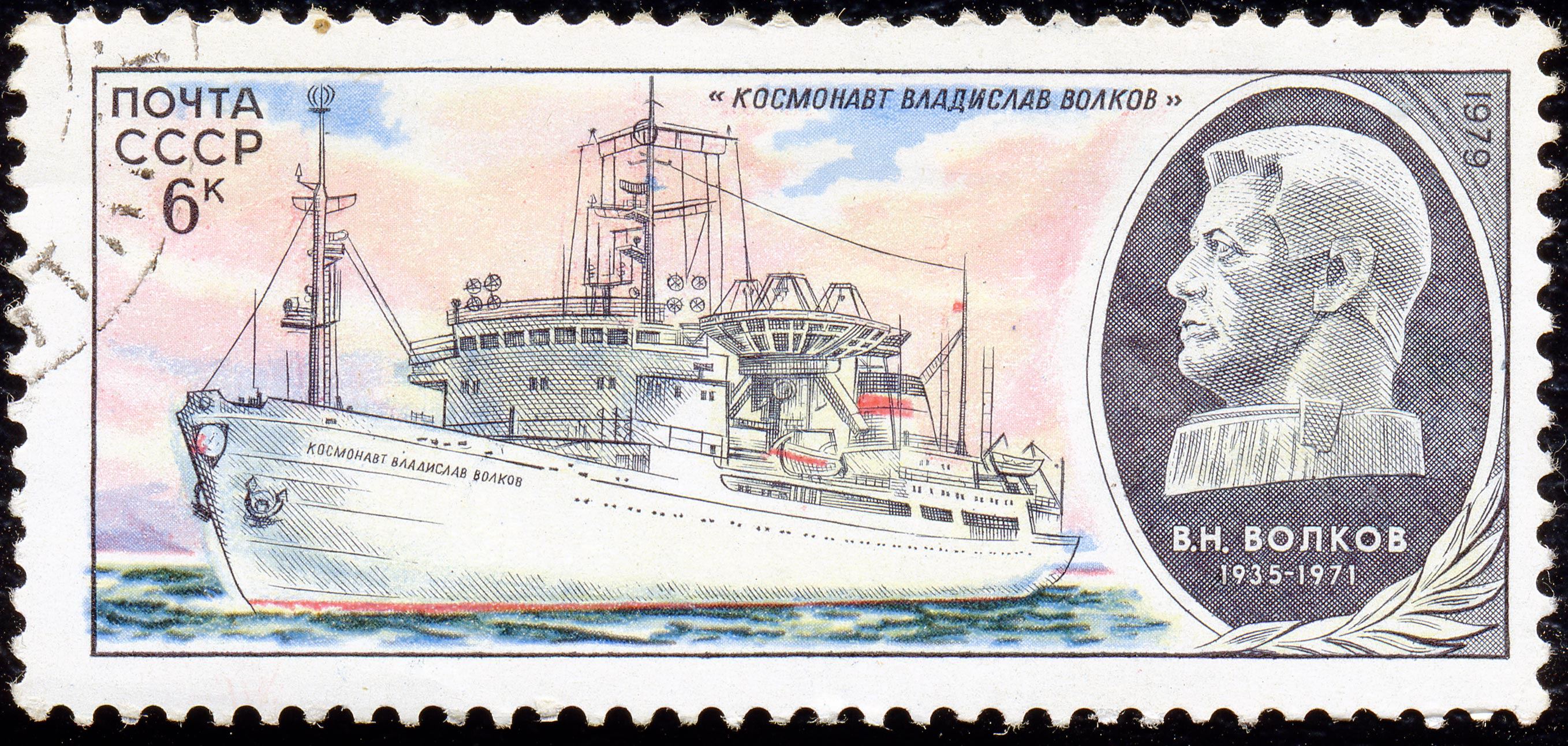
Почтовая марка СССР, научно-исследовательское судно «Космонавт Владислав Волков».
Главный конструктор Б. П. Ардашев.

В 1974 году был назначен главным конструктором плавучих радиотелеметрических пунктов — судов измерительного комплекса: «Космонавт Владислав Волков», «Космонавт Павел Беляев», «Космонавт Георгий Добровольский» и «Космонавт Виктор Пацаев». Проект данных кораблей был основан на типовом лесовоза (проект 596), который был почти полностью переработан (неизменными остались лишь корпуса и главные энергетические установки).
В 1979—1980 годах под руководством Б. П. Ардашев в составе НИР «Плавучесть» была обоснована возможность создания ракетно-космических комплексов на базе буровых полупогружных платформ для запуска на экваториальные орбиты коммерческих спутников.
В 1980 году за выполнение космических программ и вклад в освоение космоса Б. П. Ардашев присуждена Государственная премия СССР, был награждён ведомственными наградами Федерации космонавтики в 1988 и 1990 годах, в том числе Золотой медалью имени Юрия Гагарина.
В 1983—1988 годах работал главным конструктором универсальных судов снабжения для ВМФ СССР.
Был главным конструктором корабля командно-измерительного комплекса — научно-исследовательского судна «Академик Николай Пилюгин», проекта 19510 («Адонис»), который был разработан ЦКБ Балтсудопроект. Судно заложено 12 апреля 1988 года на южном стапеле Ленинградского объединения «Адмиралтейские верфи» и спущено на воду 23 августа 1991 года.
Являлся главным конструктором больших и малых кабельных судов для обеспечения прокладки волоконно-оптических кабельных линий связи в различных районах Мирового океана.
Вопросами проектирования судов занимался до 2004 года. При его непосредственном участии было построено 150 различных кораблей СССР и России.

### Семья
Отец Бориса Павловича Ардашева — Павел Митрофанович, был одним из разработчиков химического оружия, мама работала учительницей в школе. Родители Бориса Павловича были орденоносцами. Семья проживала в селе Селты Удмуртской ССР.

## Корабли Б. П. Ардашева

Научно-исследовательские суда
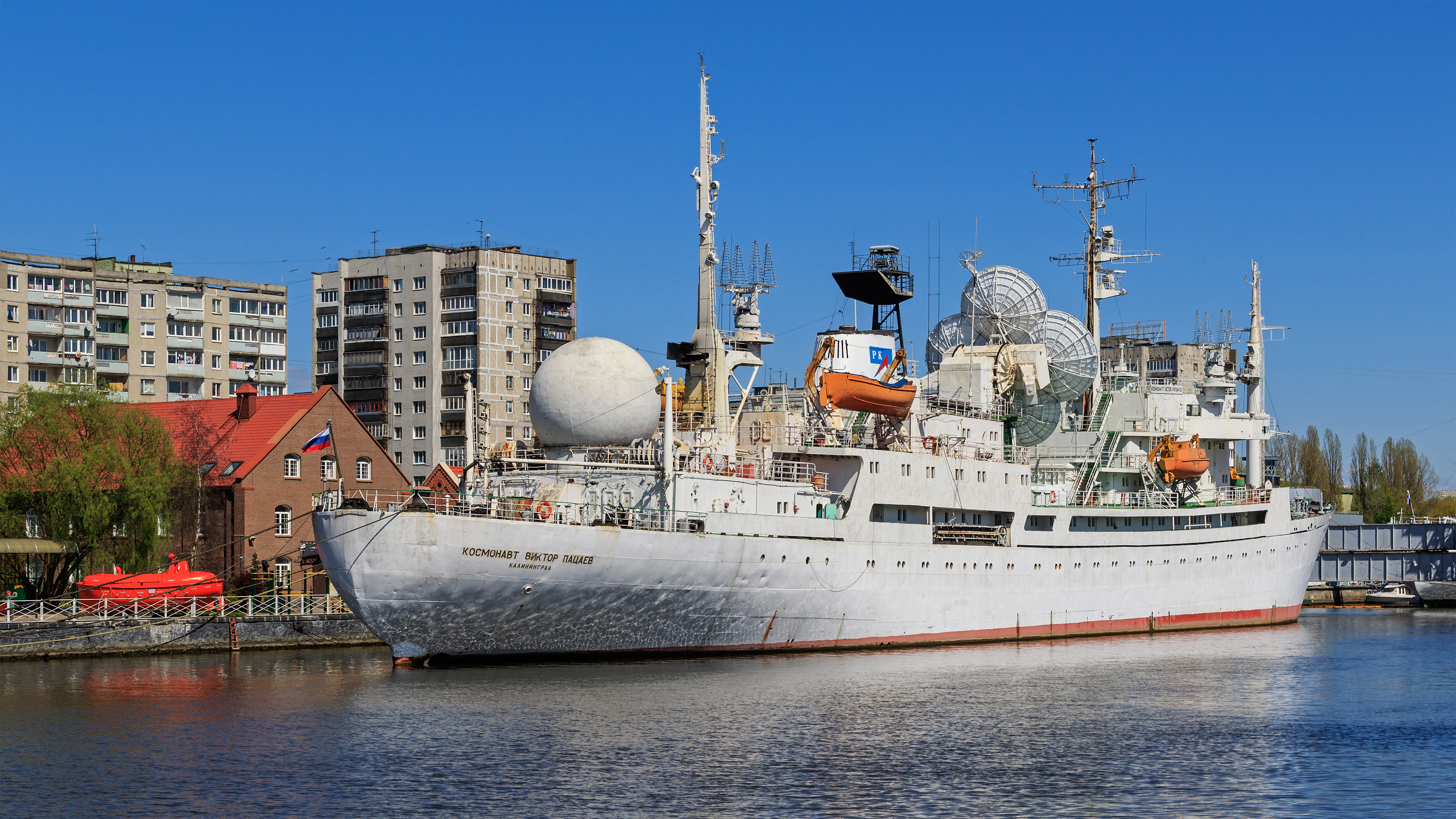
«Космонавт Виктор Пацаев»
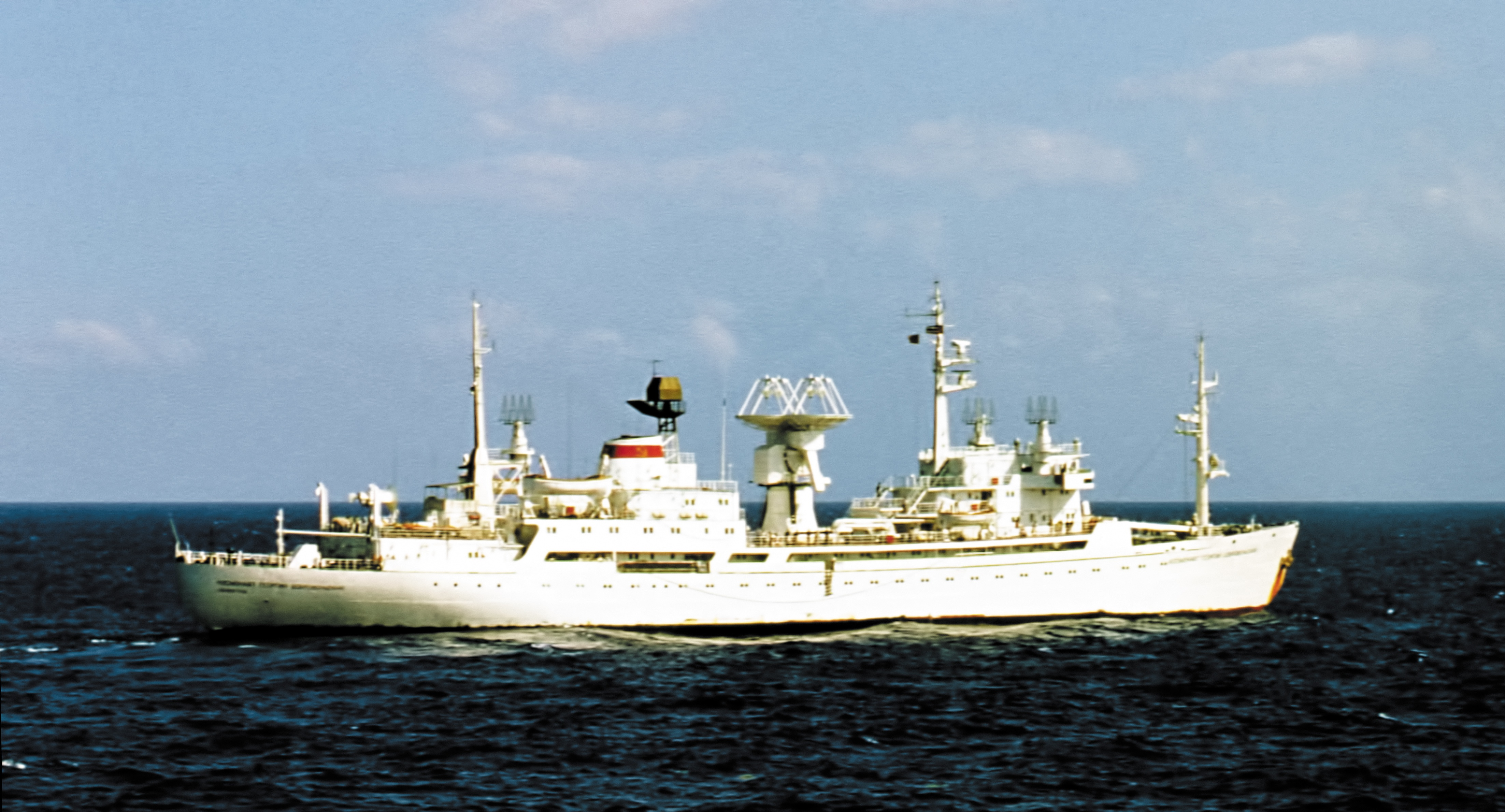
«Космонавт Георгий Добровольский»
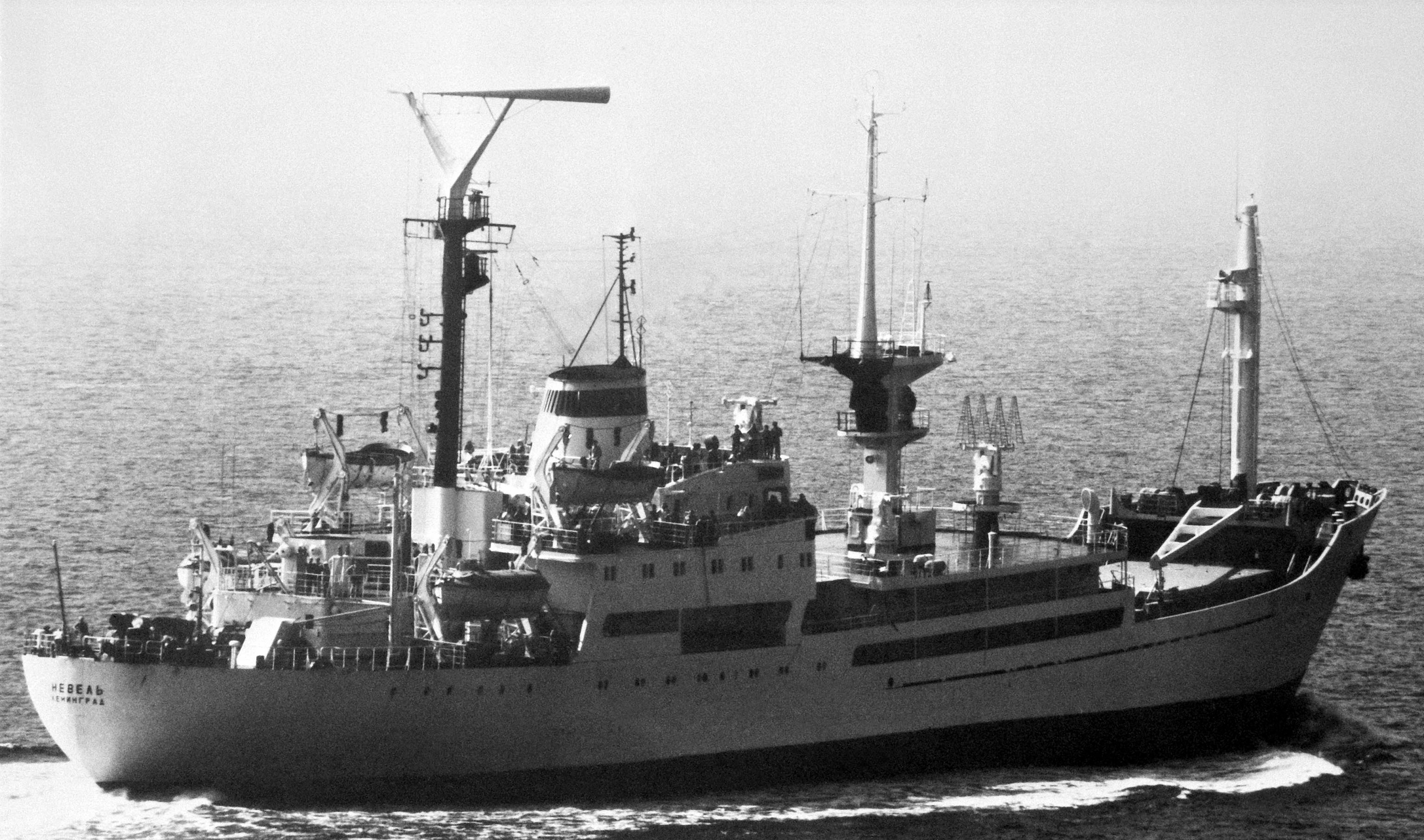
НИС «Невель»

## Публикации
Б. П. Ардашев является автором многих статей и монографий о строительстве кораблей, которые были опубликованы в специализированных журналах.
- Ардашев Б. П., Рязанцев Ю. И. Новое судно космической службы «Академик Николай Пилюгин» // Судостроение. 1992. № 10.
- Ардашев Б. П., Круглов В. Н. Проекты отечественных судов-кабелеукладчиков с ледовыми усилениями корпуса./ Судостроение 1’1999 (722) январь — февраль
- Соколов Д. Г., Ардашев Б. П., Рязанцев Ю. И. Роль «Балтсудопроект» в создании кораблей - измерительных комплексов // Судостроение. 1995. № 7
- Ардашев Б. П., Мацкевич В. А., Сидоров Б. К. Лесовозы типа «Вытегралес» // Судостроение. 1965 г. №1